# Dietrich Alfred von Gemmingen

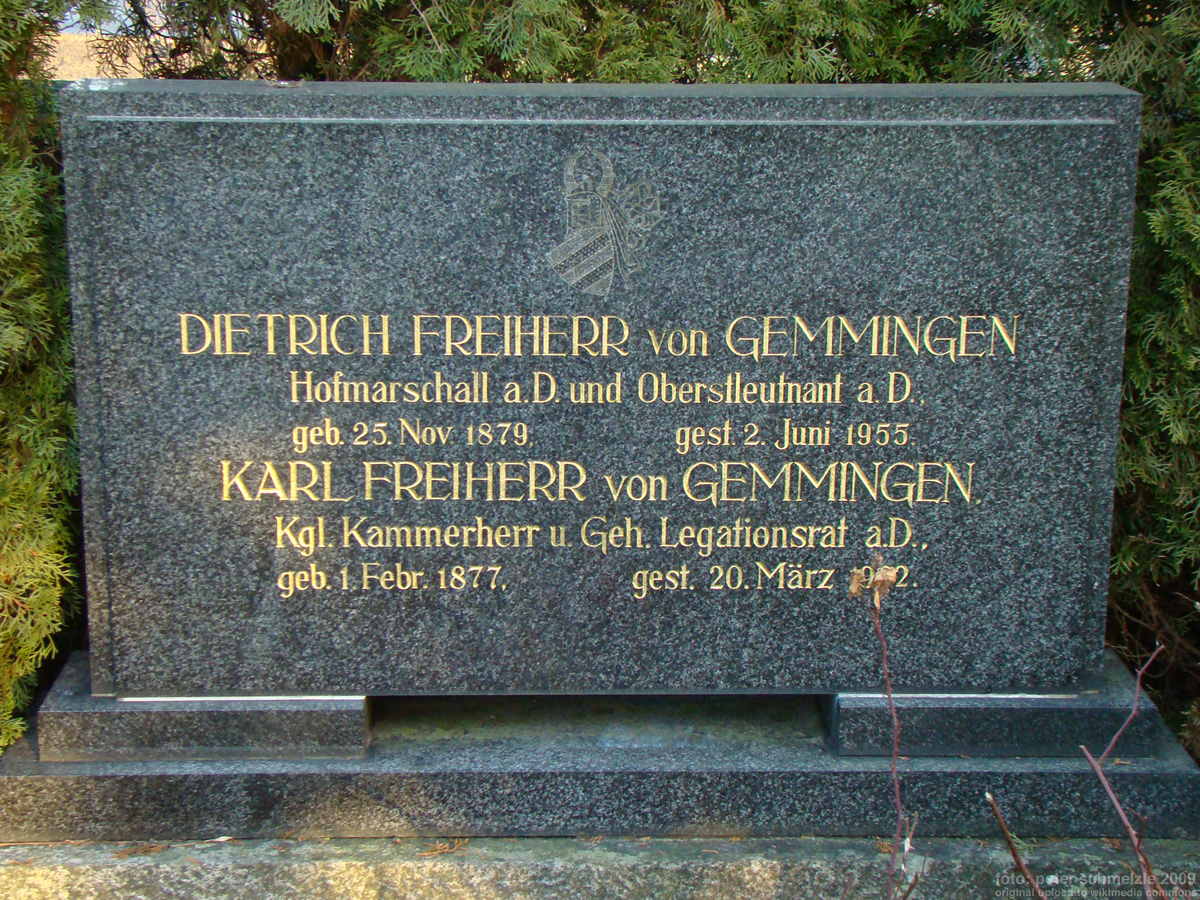
Grabstein der Brüder Dietrich und Karl von Gemmingen in Bad Rappenau-Fürfeld

Dietrich Alfred Alexander Johannes von Gemmingen (* 25. November 1879 in Maulbronn; † 2. Juni 1955 in Fürfeld) war Hofmarschall beim abgedankten württembergischen König Wilhelm II.

## Leben
Er entstammte der Fürfelder Linie der Freiherren von Gemmingen-Guttenberg und war ein Sohn des Forstbeamten und Kammerherrn Alexander von Gemmingen (1838–1913) und der Hedwig von Degenfeld-Neuhaus (1845–1903). Wie auch der Vater und sein älterer Bruder Karl Alfred von Gemmingen trat er in den württembergischen Staatsdienst. Militärisch erreichte er den Rang eines Oberstleutnants. Am Hof des abgedankten württembergischen Königs Wilhelm II. bekleidete er das Amt eines Hofmarschalls. Er starb 1955 in Fürfeld und wurde dort auch beigesetzt.